# Glaucina loxa
Glaucina loxa là một loài bướm đêm trong họ Geometridae.